# Schönfeld (Elbe)
Schönfeld is een plaats en voormalige gemeente in de Duitse deelstaat Saksen-Anhalt, en maakt deel uit van de Landkreis Stendal.
Schönfeld telt 231 inwoners.